# Laphroaig
Laphroaig Distillery (wymowa ləˈfrɔɪɡ ( odsłuchaj), lə-FROJG) – destylarnia single malt whisky, znajdująca się na południowym wybrzeżu szkockiej wyspy Islay, niedaleko miasta Port Ellen.

## Historia

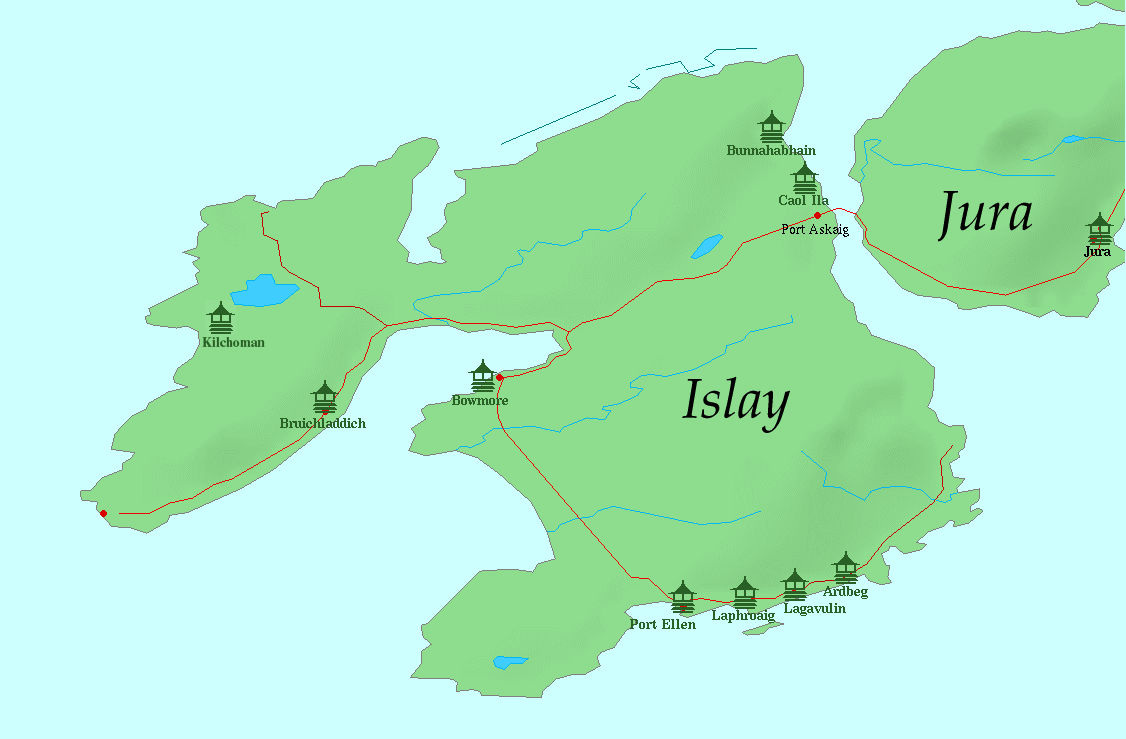
Wyspa Islay z zaznaczonymi destylarniami

Destylarnia Laphroaig (nazwa oznacza "piękna kotlina nad szeroką zatoką") założona została w roku 1815 przez Alexa i Donalda Johnstonów. Potomkowie ich kierowali zakładem do 1887, kiedy to przekazali ją rodzinie Hunter. Ci z kolei prowadzili destylarnie do roku 1954, kiedy to zmarł Ian Hunter (był bezdzietny), gorzelnię zaś przekazał jednej z menadżerów, Bessie Williamson.
W latach '60 Laphroaig została sprzedana Long John International, a następnie stała się częścią Allied Domecq. W 2005 doszło do kolejnego przejęcia, zakład wziął pod swoje skrzydła Future Brands, jako jedna z marek, której pozbył się Pernod Ricard podczas przejmowania kontroli nad Allied Domecq.
Laphroaig to jedyna whisky posiadająca Royal Warrant of Appointment wydaną przez Księcia Walii (15-letnia jest podobno jego ulubioną szkocką whisky), przyznaną osobiście podczas wizyty w destylarni w 1994.

## Charakter
Laphroaig uważana jest za jedną z najbardziej aromatycznych szkockich whisky. Sam producent tak właśnie ja opisuje na opakowaniu. Posiada ostry torfowo-ziemisty smak, w którym da się wyczuć także morskie akcenty, słodkie nuty jęczmienne.

## Butelkowanie
- Quarter Cask
- Cask Strength
- 10 Year Old
- 15 Year Old
- 25 Year Old
- 27 Year Old
- 30 Year Old
- 40 Year Old

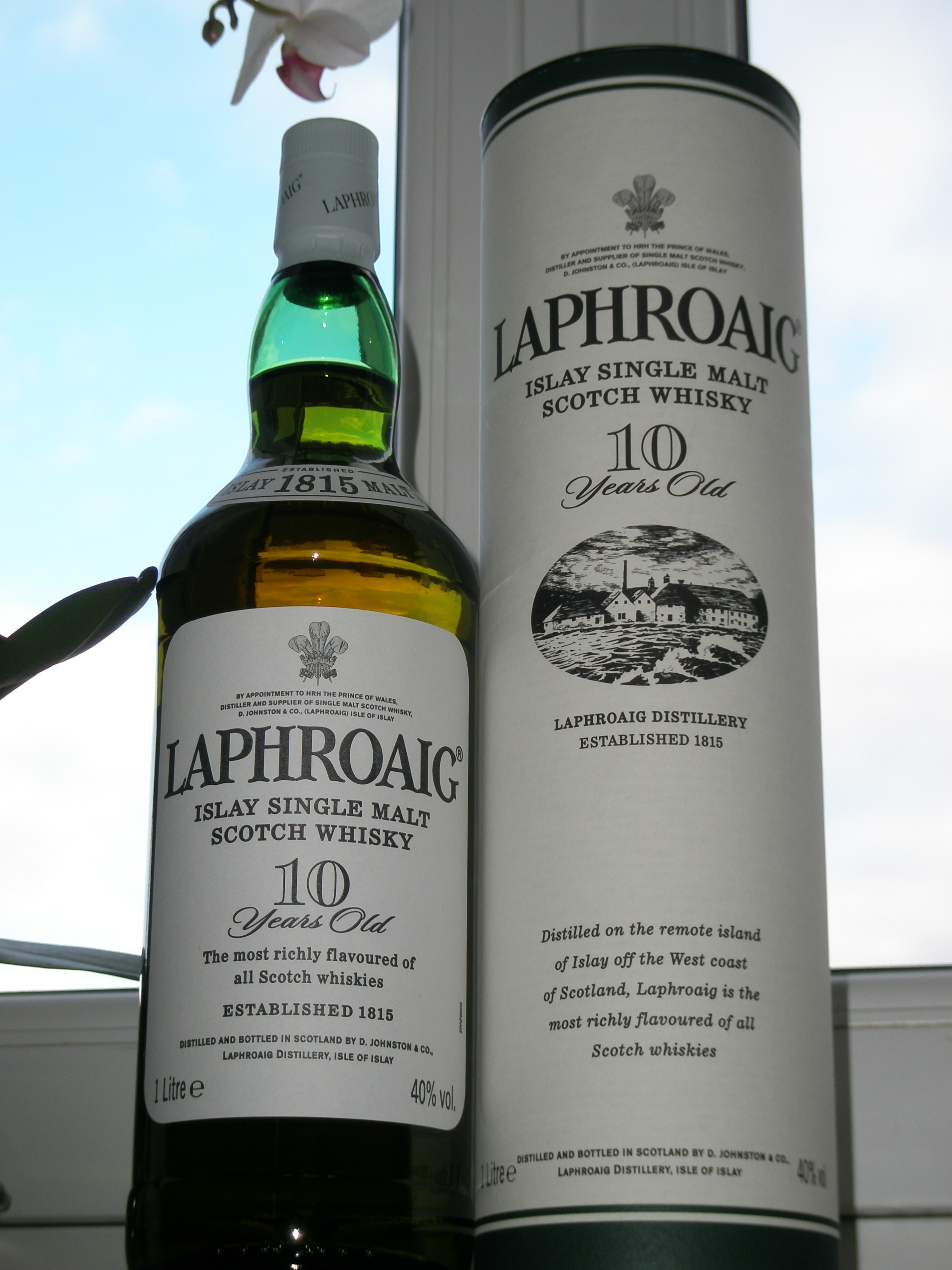
Whisky Laphroaig 10 YO

Do 2005 standardowa wersja 10 letnia zawierała 43% alkoholu, po czym została obniżona do szkockich standardów (40%).

## Friends of Laphroaig
W roku 1994 założony został Friends of Laphroaig Club, którego członkowie stają się posiadaczami dożywotniej dzierżawy stopy kwadratowej (0.093 m2) ziemi na wyspie Islay. Roczna dywidenda to mała porcja whisky Laphroaig, którą odebrać można podczas wizyty w gorzelni.